# Hardangersöm

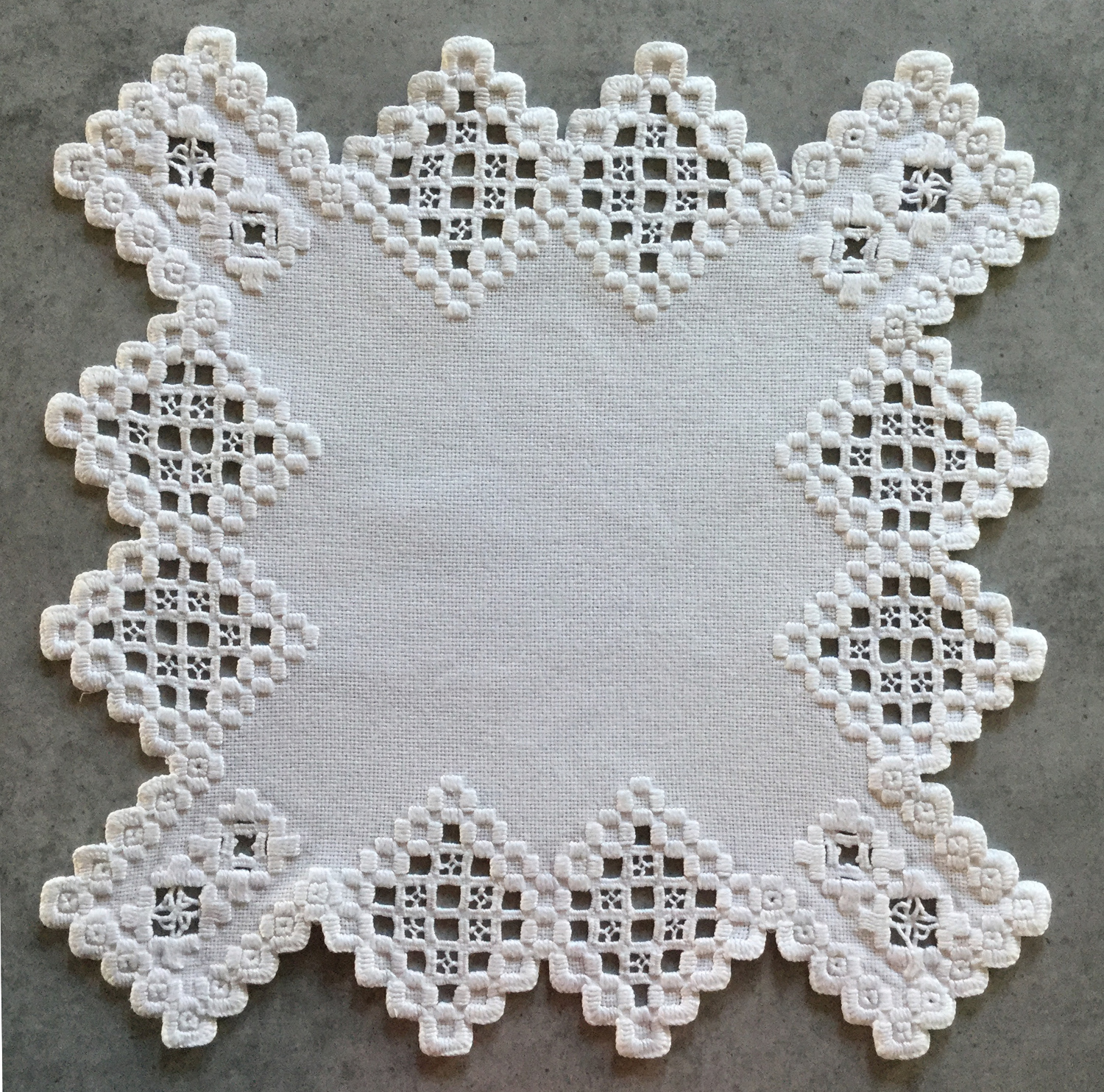

Hardangersöm är ett slags hålsöm, där vissa partier av bottentyget såväl varp‐ som inslagstrådar utdras gruppvis, så att ett glest nät av kvadratiska rutor återstår. 
Dessa trådar översys med trädstygn; rutorna kan även fyllas med insydda kors eller enkla stjärnor, och även bottentyget kan broderas med ett geometriskt mönster i rak plattsöm. Avklippta trådpartier sys för med langett.